# 市川町 (千葉県)
市川町（いちかわまち）は、かつて千葉県に存在した東葛飾郡の町。現在の市川市中西部に相当する。

## 地理

### 地域
- 大字市川
  - （字）圦下、上出口、国府台、小向、笹塚、寒室出口、下出口、砂河原、堰向、大門向、第六天前、荷積、根本、真間下、見附田、宮田、柳下、八幡前、四ツ割
- 大字市川新田
  - （字）市川境、石代（飛地）、溜上、溜下、宮脇、八幡下（東葛飾郡八幡町内にあった飛地）
- 大字国府台
  - （字）明戸、カケ上、川通、西桜陣、東桜陣、谷津
- 大字平田
  - （字）太子前、田上、前耕地、宮前
- 大字真間
  - （字）新田場、大門、本寺際、本田、諭田及び小砂原、大砂原、鎗田（3字の飛地）

### 現在の町名
市川、市川南、国府台、新田、平田、真間の全域及び、大洲三・四丁目、菅野三丁目、南八幡五丁目、八幡五丁目の各一部に相当する。また、八幡町の町域内（現在の八幡三丁目、南八幡五丁目の一部）に飛び地があった。

## 歴史
- 1889年（明治22年）4月1日 - 町村制施行に伴い、東葛飾郡市川村・国府台村・平田村・真間村・市川新田の区域をもって市川町が成立。
- 1934年（昭和9年）11月3日 - 東葛飾郡八幡町・中山町・国分村と新設合併して市川市が発足。同日市川町廃止。

### 町名の由来
「市川」の名称については、由来ははっきりしていないが、有力説として地域の西を流れる江戸川（太日川）が当時東国一の川であったことから「一の川」が訛ったとする説、江戸川の河岸に定期的に川舟が集まり、市が開かれていたことに由来するという説がある。

## 交通

### 鉄道
- 総武本線：市川駅
- 京成電気軌道：市川国府台駅 - 市川真間駅

## 名所・旧跡・観光スポット・祭事・催事
- 里見八景園（現在の里見公園に存在した遊園地）
- 江戸川堤
- 国府台陸軍病院

## 出身・ゆかりのある人物
- 利光丈平（京成電気軌道常務取締役）[1]